# Desaparición de Jennifer Dulos
Jennifer Dulos desapareció en Connecticut el 24 de mayo de 2019. Tenía 50 años en el momento de su desaparición. Las autoridades sospechan que fue asesinada en un violento ataque en su casa de New Canaan. Su exmarido, Fotis Dulos (Φώτης Ντούλος), y su novia, Michelle Troconis, fueron arrestados bajo los cargos de alterar pruebas y obstaculizar el procesamiento en relación con la desaparición. 
La policía sospecha que Fotis Dulos estuvo al acecho de Jennifer y la atacó cuando llegó a su casa, después de dejar a sus hijos en la escuela. La policía alega que Fotis Dulos y Troconis fueron a Hartford, Connecticut, para deshacerse de bolsas de basura con artículos manchados con la sangre de Jennifer Dulos la noche en que ella desapareció. 
Jennifer y Fotis Dulos estaban en medio de un proceso de divorcio y custodia de los hijos menores.
La madre de Jennifer, solicitó al tribunal que declarara muerta a su hija con el fin de proteger los bienes de sus hijos. El caso se presentó en el Tribunal Sucesorio de Darien-New Canaan en Darien el 2 de agosto. El juez William P. Osterndorf emitió la declaración de muerte el 24 de octubre.

## Antecedentes
Jennifer Farber Dulos (nacida el 27 de septiembre de 1968) en Nueva York, hija de Gloria Ortenberg e Hilliard Farber, banqueros y filántropos. Tiene una hermana mayor, Melissa. Sus tíos maternos, Elizabeth y Arthur, fundaron la empresa de moda Liz Claiborne Inc. Jennifer se graduó en la Universidad Brown y más tarde obtuvo una maestría en escritura en la Escuela de Artes Tisch de la Universidad de Nueva York. Madre y ama de casa, también escribía para Patch.com y en un blog propio. 
Fotis Dulos (6 de agosto de 1967 – 30 de enero de 2020) de origen griego, creció en Atenas y se mudó a Estados Unidos en 1986. También se graduó de la Universidad Brown y luego obtuvo una maestría en finanzas de la Columbia Business School. En el 2000 se casó en Atenas con Hilary Vanessa Aldama, otra graduada de Brown. Se divorciaron en julio de 2004, año en el que Fotis también fundó su propia empresa inmobiliaria especializada en la venta de viviendas de lujo. 
Dulos había empezado a enviarle correos electrónicos a Farber, a la que también había conocido en la universidad Brown, cuando todavía estaba con su primera esposa. La pareja se casó en Manhattan poco más de un mes después de su divorcio, en agosto de 2004 y luego se mudaron a Farmington, Connecticut. Tuvieron cinco hijos, dos pares de mellizos, Petros, Theodore, Constantine, Christiane y otra hija, Cleopatra Noelle.
En una publicación en su blog del 12 de marzo de 2012, Jennifer aludió a problemas en su matrimonio. Después de un gradual distanciamiento, con Jennifer manifestando que Fotis estaba viviendo una vida cada vez más independiente, solicitó el divorcio el 20 de junio de 2017. Ese mismo mes, empezó a vivir en una casa en alquiler en New Canaan, a unos setenta kilómetros al suroeste de Farmington, con sus cinco hijos.
En los documentos del divorcio, Jennifer escribió que temía represalias de Fotis y que creía que había comenzado una aventura con su colega de trabajo Michelle Troconis, oriunda de Venezuela. También alegó que Fotis la amenazó con secuestrar a sus hijos si no aceptaba sus términos en el divorcio y afirmó haber comprado un arma legalmente para la seguridad de su hogar. Aunque solicitó la custodia, a la pareja se le concedió la custodia compartida temporal, permitiendo a Fotis visitas y llamadas telefónicas a sus hijos.

## Desaparición
Jennifer Dulos fue vista por última vez el 24 de mayo de 2019, cuando dejó a sus hijos en la escuela de New Canaan Country. Ese mismo día, faltó a una cita con el médico en la ciudad de Nueva York, y dos de sus amigos la reportaron como desaparecida esa noche. 
Esa misma noche, la policía encontró sangre, que luego descubrió que pertenecía a Jennifer, en el garaje de su casa en New Canaan. La policía también encontró pruebas de que Jennifer fue víctima de una grave agresión. Esa misma noche, Fotis Dulos y su novia, Michelle Troconis, fueron captados por una cámara de seguridad urbana tirando bolsas de basura, que contenían artículos con la sangre de Jennifer, en 30 contenedores de basura en Hartford, Connecticut.
El auto de Jennifer fue encontrado más tarde cerca de Waveny Park en New Canaan. 
En el momento en que Jennifer desapareció, ella y su marido estaban distanciados y comprometidos en un divorcio tumultuoso. También se vieron envueltos en un contencioso por la custodia de los niños. Los hijos de la pareja viven con la madre de Jennifer, Gloria Farber, a quien un juez le concedió la custodia temporal. 
Fotis Dulos contrató al abogado Norm Pattis para que lo representara. En una entrevista, Pattis pareció convencido de que Jennifer estaba muerta antes de ser contratado para representar a Fotis.

## Arrestos en 2020
El 7 de enero de 2020, Fotis Dulos fue arrestado en su casa por la policía estatal de Connecticut y acusado de asesinato capital, homicidio y secuestro en relación con la desaparición de Jennifer. Su exnovia, Michelle Troconis, también fue arrestada y acusada de conspiración para cometer un asesinato. El amigo y exabogado de Fotis Dulos, Kent Douglas Mawhinney (a menudo mal llamado Mahwinney), también fue detenido el 7 de enero y acusado de conspiración para cometer un asesinato. A pesar de estos arrestos, el cuerpo de Jennifer aún no se ha encontrado.
Después de esta capturas, los documentos judiciales publicados resaltan los antecedentes de Dulos y Mawhinney. 
Mawhinney se distanció de su esposa después de ser acusado de violación conyugal. Su esposa fue a la policía de South Windsor y dijo a las autoridades que temía que Fotis y Mawhinney estuvieran pensando juntos en matarla. Después de la desaparición de Jennifer, se descubrió una tumba poco profunda en una propiedad aislada que Mawhinney poseía, llena de dos bolsas de cal y una lona azul. Las autoridades y los perros policías descubrieron la fosa en agosto de 2019, pero no se encontró ningún cuerpo en la misma, y se dijo que los objetos habían sido retirados.

## Suicidio de Fotis Dulos
Fotis Dulos fue encontrado inconsciente el 28 de enero de 2020, en su casa de Farmington, Connecticut, después de envenenarse intencionalmente con monóxido de carbono al conectar un tubo de aspiradora del tubo de escape de su todoterreno al interior del coche mientras estaba aparcado en el garaje. Inicialmente, se informó de que Dulos había sido encontrado muerto, pero los socorristas realizaron la reanimación cardiopulmonar y habían conseguido restaurar un pulso débil. Lo transportaron en ambulancia al Centro Médico UConn, y luego lo llevaron por aire al Centro Médico Jacobi para someterlo a una terapia de oxígeno hiperbárico.
Dulos fue declarado muerto en el Jacobi Medical Center el 30 de enero de 2020. Tenía 52 años de edad. Sus hijos, de entre 8 y 13 años, lo visitaron antes de ser desconectado del soporte vital, siendo la primera vez que lo veían desde que fue acusado de asesinar a su madre.
Fotis había dejado una nota en el coche que decía: "Me niego a pasar ni una hora más en la cárcel por algo con lo que NADA tengo que ver". El informe policial indica que su nueva novia, Anna Curry, estaba en la casa esa mañana. Habían planeado conducir juntos hasta el juzgado, pero Fotis prefirió en el último momento ir por separado. De camino, Curry recibió una llamada del abogado preguntando dónde estaba su cliente. Ella le dijo que conducían por separado, pero el abogado le informó que el rastreador del GPS indicaba que el vehículo seguía en la casa. Curry se dio cuenta entonces de que debía haberse hecho daño y le pidió que llamara al 911.